# Culicoides maculitibialis
Culicoides maculitibialis är en tvåvingeart som beskrevs av Lien, Weng och Lin 1997. Culicoides maculitibialis ingår i släktet Culicoides och familjen svidknott. Inga underarter finns listade i Catalogue of Life.